# August Stramm
August Stramm est un dramaturge et poète allemand, né à Münster le 29 juillet 1874 et mort dans les marais du Pripiat (Empire russe) le 1er septembre 1915.
Jugé comme l'un des précurseurs du théâtre expressionniste allemand, Stramm reste très peu connu et est rarement monté de nos jours en France.

## Biographie
Renonçant à des études de théologie, il entre dans l'administration des postes allemandes puis accomplit son service militaire. Il commence à écrire dès le tournant du siècle, notamment un essai Émigrés !. Muté à Berlin en 1905 où il est nommé inspecteur des postes en 1909, il commence à écrire pour le théâtre. Plusieurs pièces naissent en parallèle à ses poèmes mais ne trouvent pas d'éditeur (Le Sacrifice, Le Mari, Les Stériles). Il fait la connaissance et se lie à Herwarth Walden, chef de file de l'avant-garde expressionniste, qui dirige la revue Der Sturm , où les écrits de Stramm vont paraître.
Stamm écrit Rudimentaire, Éveil, et travaille à une autre pièce Forces, lorsqu'il est enrôlé en 1914. Il combat dans les Vosges avec le grade d'officier d'infanterie et participe à la guerre des tranchées, montrant un courage et un sens de l'honneur peu communs. Du 20 août 1914 au 25 août 1915, il entretient une correspondance avec ses amis Herwath et Nell Walden et sa femme Else, elle aussi écrivain, tout en continuant à écrire des poèmes décrivant l'horreur et l'absurdité de la guerre. En janvier 1915, il est décoré de la Croix de fer (de seconde classe) pour son service en France.
Il est envoyé sur le front de l'Est et promu commandant de son bataillon. Il refuse l'aide de Walden qui a obtenu l'autorisation de le faire exempter. Il meurt dans un combat en corps à corps, le 1er septembre, à Horodec près de Kobryn, aujourd'hui en Biélorussie.

## Anecdote
Stramm a fait l'objet d'une plaisanterie de la part du dramaturge allemand Heiner Muller sur la post-modernité : « Le seul post-moderniste que je connaisse est August Stramm qui était un moderniste et travaillait dans une poste ».

## Œuvres
Les œuvres de Stramm sont traduites en français aux éditions Comp'Act :
- Poèmes et prose, 2000.
- Théâtre et correspondances, 2000.

## Note
1. ↑  « http://www.ulb.uni-muenster.de/sammlungen/nachlaesse/nachlass-stramm.html »
2. ↑  Walden fut probablement l'inventeur du terme expressionnisme, en 1912.